# 高森町立高森東学園義務教育学校
高森町立高森東学園義務教育学校（たかもりちょうりつたかもりひがしがくえんぎむきょういくがっこう）は、熊本県阿蘇郡高森町野尻にある公立の義務教育学校。
2017年（平成29年）4月に、熊本県では初めて設置された義務教育学校である。

## 概要
歴史
2017年（平成29年）に通学区域を同じくする高森町立高森東中学校及び高森町立高森東小学校を統合の上、設置された。
課程
前期課程（1年生から6年生まで）、後期課程（7年生から9年生まで）で構成される。
校舎
第1棟と第2棟に分かれている。
- 第1棟 - 前期課程（5・6年生）、後期課程（7年生）
- 第2棟 - 前期課程（1～4年生）、後期課程（8・9年生）

学園歌
作詞・作曲は学校運営協議会による。歌詞は2番まであり、両番の歌詞中に校名の「高森東学園」が登場する。

## 沿革
出典
- 2017年（平成29年）
  - 4月1日 - 高森町立高森東中学校と高森町立高森東小学校を統合し、「高森町立高森東学園義務教育学校」として設置される[1]。
  - 4月10日 - 就任式と最初の始業式挙行。
  - 4月12日 - 開校式と第1回入学式・後期課程進級式（中学校入学式相当・男子1名が入学）挙行[2]。
- 2018年（平成30年）
  - 3月13日 - 第1回卒業証書授与式挙行。
  - 3月23日 - 修了式・前期課程修了式（小学校卒業式相当）挙行。
  - 3月28日 - 最初の退任式挙行。

## 交通アクセス
最寄りのバス停留所
- 高森町民バス「5・津留・野尻線」で、「蔵地」バス停下車。

最寄りの幹線道路
- 熊本県道212号津留柳線

## 周辺
- 高森町立高森東幼稚園